# Dasybasis thereviformis
Dasybasis thereviformis är en tvåvingeart som beskrevs av M. Josephine Mackerras 1957. Dasybasis thereviformis ingår i släktet Dasybasis och familjen bromsar. Inga underarter finns listade i Catalogue of Life.